# Maanletter
Maanletters zijn die letters die in het Hoogarabisch bij de uitspraak het bepaald lidwoord "al ال" niet assimileren, waardoor men de "l"-klank hoort. Dit in tegenstelling met de zonneletters, waar het lidwoord qua klank overvloeit met de klank van de op de letter "lam" volgende letter.
De naam "maanletter" komt van het Arabische woord qamar قمر : "maan", waarvan de beginletter qaf bij de niet-geassimileerde medeklinkers hoort. De uitspraak van القمر, "de maan", is derhalve "al-qamar". Hierbij is de "l"-klank duidelijk te horen.
De 14 maanletters zijn ﻱ ,ﻭ ,ه ,ﻡ ,ﻙ ,ﻕ ,ﻑ ,ﻍ ,ﻉ ,ﺥ ,ﺡ ,ﺝ ,ﺏ ,ا:
- Alif - الأب - al-ab - de vader,
- Ba - البلجيكي - al-baljiki - de Belg,
- Jim - الجزيرة - al-djazira - het eiland,
- Ha - الحرف - al-harf - de letter,
- Kha - الخرم - al-gurm - het gat,
- Ain - العربي - al-'arabi - de Arabier,
- Ghain - الغسول - al-ghasul - de shampoo,
- Fa - الفسفور - al-fusfur - de fosfor,
- Qaf - القلم - al-qalm - de pen,
- Kaf - الكتاب - al-kitab - het boek,
- Mim - المعلم - al-mu'alim - de leraar,
- Ha - الهولندي - al-hulandi - de Nederlander,
- Waw - الولد - al-walad - de jongen,
- Ya - اليورو - al-yuro - de Euro.